# Championnat du Luxembourg de football de deuxième division 2024-2025
Navigation
Promotion d'Honneur 2023-2024 Promotion d'Honneur 2025-2026
La saison 2024-2025 de Promotion d'Honneur est la 111e édition de la deuxième division luxembourgeoise. La saison débute le 17 août 2024 et s'achève le 25 mai 2025.
Au terme de cette saison, le FC Mamer 32 est sacré champion pour la première fois de son histoire.

## Participants

### Localisation des clubs
Les quatre promus de 1.Division sont le FC Atert Bissen, l'US Sandweiler, l'US Feulen et le FC Luxembourg City. Les trois relégués de BGL Ligue sont le FC Marisca Mersch, le FC Schifflange 95 et l'UN Käerjéng 97.
| \| Käerjeng Bissen Mamer Canach Feulen Ettelbruck Berbourg Walferdange Luxembourg Wormeldange Steinsel Rumelange Schifflange Beggen Mersch Sandweiler \| Localisation des clubs engagés dans le championnat. |
| Käerjeng Bissen Mamer Canach Feulen Ettelbruck Berbourg Walferdange Luxembourg Wormeldange Steinsel Rumelange Schifflange Beggen Mersch Sandweiler                                                           |

## Compétition

### Classement
Le classement est basé sur le barème de points classique (victoire à 3 points, match nul à 1, défaite à 0). Pour départager les égalités, on tient d'abord compte de la différence de buts générale, puis du nombre de buts marqués, puis des confrontations directes et enfin si la qualification ou la relégation est en jeu, les deux équipes jouent une rencontre d'appui sur terrain neutre.
| Rang | Équipe                   | Pts | J  | G  | N  | P  | Bp | Bc | Diff |
| ---- | ------------------------ | --- | -- | -- | -- | -- | -- | -- | ---- |
| 1    | FC Mamer 32              | 65  | 30 | 19 | 8  | 3  | 69 | 29 | +40  |
| 2    | UN Käerjéng 97 R         | 62  | 30 | 18 | 8  | 4  | 66 | 31 | +35  |
| 3    | FC Atert Bissen P        | 59  | 30 | 17 | 8  | 5  | 60 | 32 | +28  |
| 4    | FC Jeunesse Canach       | 49  | 30 | 15 | 4  | 11 | 52 | 45 | +7   |
| 5    | FC Luxembourg City P     | 47  | 30 | 14 | 5  | 11 | 40 | 38 | +2   |
| 6    | FC Marisca Mersch R      | 44  | 30 | 13 | 5  | 12 | 49 | 49 | 0    |
| 7    | FC Résidence Walferdange | 42  | 30 | 11 | 9  | 10 | 49 | 50 | -1   |
| 8    | FC Etzella Ettelbruck    | 40  | 30 | 10 | 10 | 10 | 44 | 40 | +4   |
| 9    | FC Berdenia Berbourg     | 38  | 30 | 9  | 11 | 10 | 36 | 39 | -3   |
| 10   | FC Alisontia Steinsel    | 38  | 30 | 10 | 8  | 12 | 51 | 56 | -5   |
| 11   | US Rumelange             | 37  | 30 | 10 | 7  | 13 | 61 | 63 | -2   |
| 12   | US Feulen P              | 36  | 30 | 9  | 9  | 12 | 40 | 44 | -4   |
| 13   | FC Schifflange 95 R      | 35  | 30 | 10 | 5  | 15 | 43 | 46 | -3   |
| 14   | FC Koeppchen Wormeldange | 30  | 30 | 6  | 12 | 12 | 44 | 55 | -11  |
| 15   | FC Avenir Beggen         | 24  | 30 | 6  | 6  | 18 | 31 | 57 | -26  |
| 16   | US Sandweiler P          | 13  | 30 | 2  | 7  | 21 | 27 | 88 | -61  |

Montée en BGL Ligue
- 1er et 2e : Montée

- 2e et 4e : Barrages de promotion

Relégation en 1.Division
- 13e et 14e  : Barrages de relégation
- 15e et 16e  : Relégation

Abréviations

## Statistiques

### Classement des buteurs
Mise à jour le 19 mai 2025
|     | Buteur                 | Club                     | Buts |
| --- | ---------------------- | ------------------------ | ---- |
| 1er | Mickäel Jager          | FC Mamer 32              | 29   |
| 2e  | Admir Desevic          | FC Jeunesse Canach       | 21   |
| 3e  | Patrick Macedo Batista | FC Résidence Walferdange | 18   |
| 4e  | Idir Boutrif           | UN Käerjéng 97           | 17   |
| 5e  | Benjamin Bresch        | FC Marisca Mersch        | 17   |
| 6e  | Elhadji Fine Bop       | FC Atert Bissen          | 16   |
| 7e  | Bryan Maison           | US Rumelange             | 15   |
| 8e  | El Hadji Diéme         | FC Alisontia Steinsel    | 15   |
| 9e  | Rodrigo Parreira       | FC Koeppchen Wormeldange | 13   |
| 10e | Jules Diallo           | US Rumelange             | 11   |

| Source : Classement officiel des buteurs de la Promotion d'Honneur. |

## Bilan de la saison
Les données ci-dessous sont vouées à évoluer au fur et à mesure du déroulement de la saison.
- Champion d'automne : UN Käerjéng 97
- Champion : FC Mamer 32
- Meilleure attaque : FC Mamer 32 avec 69 buts inscrits.
- Meilleure défense : FC Mamer 32 avec 29 buts encaissés.
- Plus mauvaise attaque : FC Avenir Beggen avec 31 buts inscrits.
- Plus mauvaise défense : US Sandweiler avec 88 buts encaissés.

### Barrages de promotion
| Équipe 1                   | Résultat              | Équipe 2                |
| -------------------------- | --------------------- | ----------------------- |
| FC Wiltz 71 (BGL Ligue)    | 1 - 1 ap 4-5 t. a. b. | FC Jeunesse Canach (PH) |
| SC Bettembourg (BGL Ligue) | 0 - 1                 | FC Atert Bissen (PH)    |

Légende des couleurs
- Le club se maintient en première division.
- Promotion en première division.
- Le club reste en première division.
- Relégation en deuxième division.

### Barrages de relégation
| Équipe 1                      | Résultat | Équipe 2              |
| ----------------------------- | -------- | --------------------- |
| FC Koeppchen Wormeldange (PH) | 1 - 0    | Sporting Mertzig (D3) |
| FC Schifflange 95 (PH)        | 2 - 0    | FC Syra Mensdorf      |

Légende des couleurs
- Le club se maintient en deuxième division.
- Promotion en deuxième division.
- Le club reste en deuxième division.
- Relégation en troisième division.